# Rain Man
Rain Man là một bộ phim tâm lý Mỹ của đạo diễn Barry Levinson. Được công chiếu vào năm 1988, phim kể câu chuyện về Charlie Babbit, một cậu thanh niên ích kỷ, hẹp hòi và người anh trai mắc chứng tự kỷ Raymond, người mà Charlie trước nay chưa hề biết.
Trong phim, Dustin Hoffman thủ vai Raymond Babbit, vai diễn được xây dựng dựa theo Kim Peek. Tom Cruise đóng vại cậu em trai Charlie, Valeria Golino vai cô bạn gái Susanna. Rain Man đã nhận được phản hồi rất tốt từ giới phê bình và công chúng khi phim mới ra mắt, chủ yếu về vai diễn độc đáo của Hoffman và kịch bản hấp dẫn, cuốn hút.
Phim giành được bốn giải Oscar vào lễ trao giải lần thứ 61,(năm 1989) bao gồm phim hay nhất, đạo diễn xuất sắc nhất, kịch bản gốc xuất sắc nhất và nam diễn viên chính xuất sắc nhất (cho Hoffman). Ngoài ra phim còn đoạt giải Gấu Vàng tại liên hoan phim quốc tế Berlin lần thứ 39.

## Nội dung
Charlie Babbit (Tom Cruise) là một anh chàng chuyên bán ô tô tại Los Angeles. Anh đang có một vụ nhập bốn chiếc Lamborghini. Tuy nhiên, nếu những chiếc xe không đạt yêu cầu về bảo vệ môi trường, EPA sẽ ngăn cản việc nhập xe, và anh sẽ bị mất một số tiền rất lớn.
Trong chuyến đi nghỉ cuối tuần với cô bạn gái Susanna (Valeria Golino), Charlie bất ngờ nhận được tin cha mình qua đời. Đến Cincinnati, Ohio để giải quyết các vấn đề về thừa kế, anh bàng hoàng nhận ra rằng bố chỉ để lại cho mình chiếc Buick Roadmaster cổ lỗ đời 1949 và vài bụi hồng mà ông trồng trước nhà. Toàn bộ phần tài sản còn lại, trị giá 3 triệu đôla, sẽ được chuyển đến viện tâm thần cho một người nhận giấu tên. Cuối cùng, Charlie đã khám phá ra rằng người nhận là Raymond, người anh trai mà trước đây anh chưa hề nghe nói tới. Điều này làm anh đặt ra một câu hỏi xuyên suốt cả bộ phim: "Sao không ai nói cho tôi biết tôi có anh trai?" ("Why didn't somebody tell me I had a brother?").
Raymond bị mắc chứng tự kỷ, tuy nhiên lại có một trí nhớ phi thường, mặc dù anh thường chẳng hiểu gì về những thứ mình nhớ được. Anh cũng có khả năng tính toán siêu phàm - có thể đếm hàng trăm vật nhỏ cùng lúc và làm được những phép tính vô cùng lớn chỉ trong vài giây. Tuy nhiên, Raymond rất sợ thay đổi và luôn luôn sinh hoạt theo một thời gian biểu cứng nhắc, kể cả các hoạt động cũng phải lặp đi lặp lại, như ăn cùng một thứ đồ ăn, nhắc lại đúng một câu trong tiết mục hài (mặc dù không hiểu gì). Thông thường, anh rất nhút nhát và ngại tiếp xúc với mọi người, nhưng khi bị căng thẳng có thể có những hành động bất thường rất khó kiểm soát. Quyết định phải giành lại số tiền mà anh nghĩ mình xứng đáng được hưởng, Charlie đưa Raymond đi xuyên Mỹ bằng xe hơi (vì Raymond sợ đi máy bay) đến Los Angeles để gặp luật sư. Anh dự định ép bác sĩ Bruner (Jerry Molen) nhường nửa phần thừa kế cho mình để giành quyền giám hộ Raymond. Cảm thấy ghê tởm trước hành động vụ lợi này, Susanna đã rời Cincinati, bỏ lại hai anh em.
Trong chuyến đi, Charlie hiểu thêm về tình trạng của anh trai mình. Lúc đầu, chứng tự kỷ của Raymond gây cho cả hai người không ít khó khăn và bực bội. Charlie cũng biết được lý do tại sao Raymond không được sống cùng với gia đình mà bị chuyển vào viện tâm thần khi em trai vẫn còn rất nhỏ - vì một tai nạn mà Raymond đã gây ra cho em. Khi Raymond hát bài "I Saw Her Standing There" của "The Beatles", Charlie mới đột ngột nhớ ra Raymond chính là người bạn thời thơ ấu "Rain Man" mà mình luôn nghĩ chỉ là nhân vật trong tưởng tượng. Vụ nhập ô tô không thành, Charlie mắc nợ một khoản tiền khá lớn. Để có tiền trả nợ, anh đã đưa Raymond đến Las Vegas và thắng đậm nhờ tài đếm bài của Raymond.
Ở bên Raymond, Charlie càng ngày càng thấy thương cảm, yêu quý người anh trai của mình, và thấy cần phải bảo vệ anh. Khi gặp luật sư, Charlie đã tỏ ra không hề quan tâm tới số tiền mà chỉ muốn giành quyền chăm sóc Raymond. Tuy nhiên, Raymond lại không thể quyết định được mình muốn về Cincinnati hay muốn ở lại Los Angeles. Anh càng trở nên căng thẳng khi bị bắt ép trả lời. Trước tình hình đó, Charlie đã quyết định đưa anh trai trở lại viện tâm thần. Phim được khép lại khi hai anh em chia tay nhau tại ga xe lửa, và Charlie hứa sẽ đến Ohio thăm Raymond.

## Đánh giá và giải thưởng
Nhìn chung, Rain Man nhận được đánh giá tích cực từ các nhà phê bình. Trên trang web Rotten Tomatoes, phim có điểm số 7.9/10 và 90% đánh giá tốt.
Trong lễ trao giải Oscar lần thứ 61 (năm 1989), Rain Man đã giành được bốn giải Oscar dành cho phim hay nhất, nam diễn viên chính xuất sắc nhất (Dustin Hoffman), đạo diễn xuất sắc nhất và kịch bản gốc xuất sắc nhất. Ngoài ra, phim còn được đề cử bốn giải Oscar khác: chỉ đạo nghệ thuật xuất sắc nhất, quay phim xuất sắc nhất, biên tập xuất sắc nhất và nhạc phim hay nhất. Cũng trong năm 1989, phim giành giải Gấu vàng tại Liên hoan phim quốc tế Berlin lần thứ 39.